# Orkiestra Symfoniczna NHK

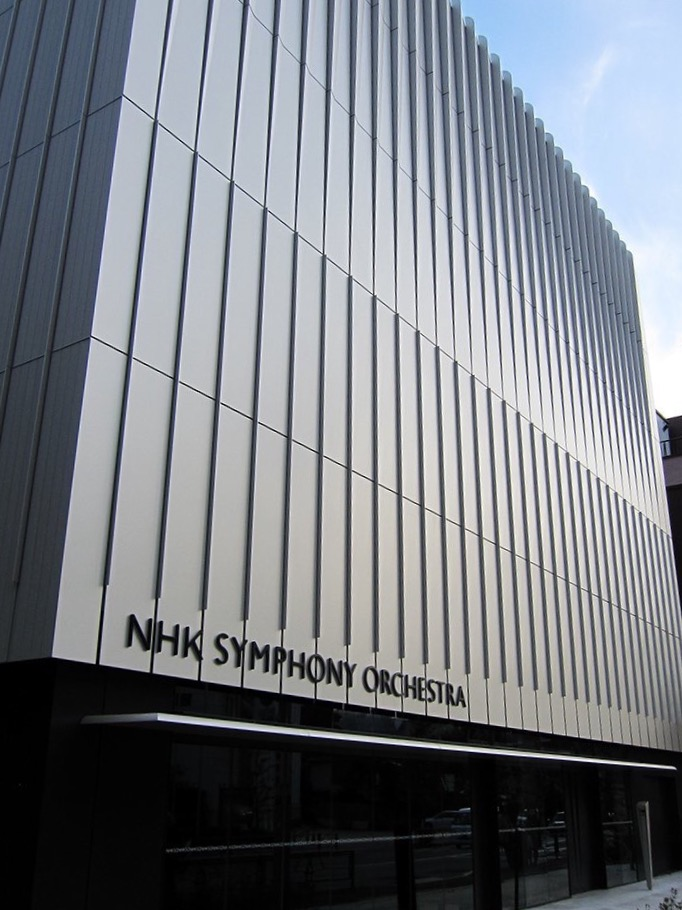
Budynek orkiestry

Orkiestra Symfoniczna NHK − orkiestra symfoniczna NHK w Tokio.
Orkiestera powstała 5 października 1926 roku jako Nowa Orkiestra Symfoniczna. 27 kwietnia 1942 roku przyjęła nazwę Japońskiej Orkiestry Symfonicznej, zaś 1 sierpnia 1951 roku przyjęła nazwę po Nippon Hōsō Kyōkai.
Orkiestra otrzymała Nagrodę Asahi za 1951 rok.

## Stali dyrygenci
- Josef König (1926-1929)
- Konoe Hidemaro (1926–1935)
- Nikolai Schifferblatt (1929–1936)
- Joseph Rosenstock (1936-1946 i 1956–1957)
- Hisatada Otaka (1942–1951)
- Kazuo Yamada (1942–1951)
- Shin’ichi Takata (1944–1951)
- Kurt Wöss (1951–1954)
- Niklaus Aeschbacher (1954–1956)
- Wilhelm Loibner (1957–1959)
- Wilhelm Schüchter (1959–1962)
- Alexander Rumpf (1964–1965)
- Charles Dutoit (1996–1998 i 1998-2003)
- Władimir Aszkenazi (2004–2007)
- André Previn (2009–2012)
- Tada’aki Otaka (2010–)
- Paavo Järvi (2015–2022)
- Fabio Luisi (2022-)